# Randy Gregg (Eishockeyspieler)
Randall John „Randy“ Gregg (* 19. Februar 1956 in Edmonton, Alberta) ist ein ehemaliger kanadischer Eishockeyspieler, der von 1982 bis 1992 für die Edmonton Oilers und Vancouver Canucks in der National Hockey League gespielt hat.

## Karriere
Randy Gregg begann seine Karriere als Eishockeyspieler in der Mannschaft der University of Alberta, für die er von 1975 bis 1979 spielte. Anschließend spielte er eine Spielzeit mit der Nachwuchsmannschaft Kanadas, ehe er zwei Jahre lang in Japan bei Kokudo Keikaku unter Vertrag stand. In der Saison 1981/82 gab der Verteidiger sein Debüt in der National Hockey League, als er vier Mal in den Playoffs für die Edmonton Oilers aus seiner Heimatstadt auflief. Im Oktober desselben Jahres erhielt Gregg einen Vertrag als Free Agent bei den Oilers, für die er die folgenden acht Jahre spielte. In dieser Zeit gewann Gregg 1987, 1988 und 1990 mit Edmonton innerhalb von vier Jahren dreimal den prestigeträchtigen Stanley Cup.
Im Jahr 1990 wurde Gregg von den Vancouver Canucks ausgewählt, doch beschloss er seine Karriere zu beenden. Nach einem Jahr Pause entschloss sich der Kanadier allerdings eine weitere Saison in der NHL für Vancouver aufzulaufen, ehe er endgültig 1992 seine Karriere beendete.

### International
Für Kanada nahm Randy Gregg an den Olympischen Winterspielen 1980 und Olympischen Winterspielen 1988 sowie dem Canada Cup 1984 teil.

## Erfolge und Auszeichnungen
- 1979 CIAU Spieler des Jahres
- 1984 Goldmedaille beim Canada Cup
- 1987 Stanley-Cup-Gewinn mit den Edmonton Oilers
- 1988 Stanley-Cup-Gewinn mit den Edmonton Oilers
- 1990 Stanley-Cup-Gewinn mit den Edmonton Oilers